# Adão (Guarda)
Adão is een plaats (freguesia) in de Portugese gemeente Guarda en telt 227 inwoners (2001).